# Verosvres
Verosvres is een gemeente in het Franse departement Saône-et-Loire (regio Bourgogne-Franche-Comté) en telt 478 inwoners (2005). De plaats maakt deel uit van het arrondissement Charolles.

## Geografie
De oppervlakte van Verosvres bedraagt 22,4 km², de bevolkingsdichtheid is 21,3 inwoners per km².
De onderstaande kaart toont de ligging van Verosvres met de belangrijkste infrastructuur en aangrenzende gemeenten.

## Demografie
Onderstaande figuur toont het verloop van het inwonertal (bron: INSEE-tellingen).

## Foto's

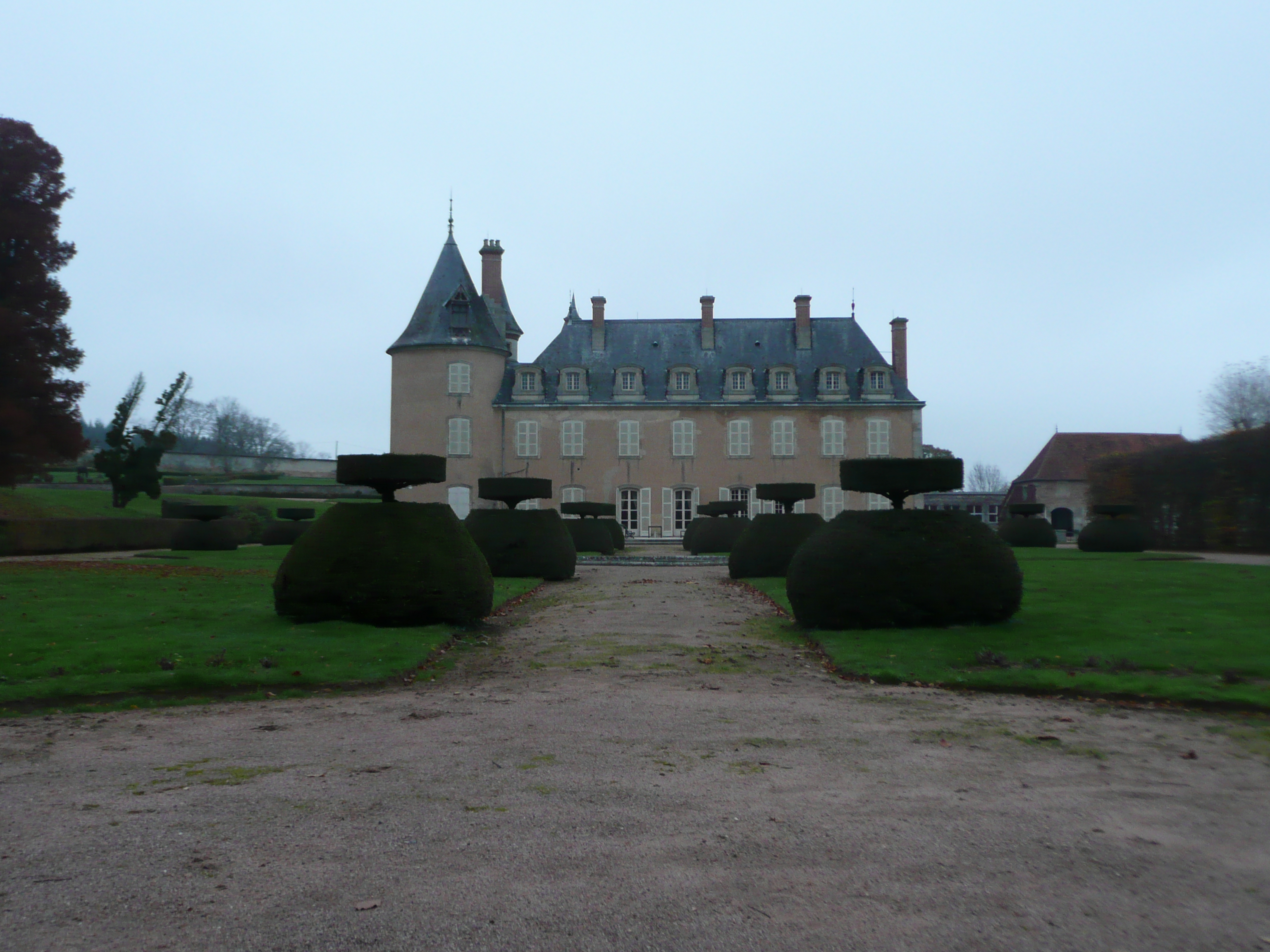
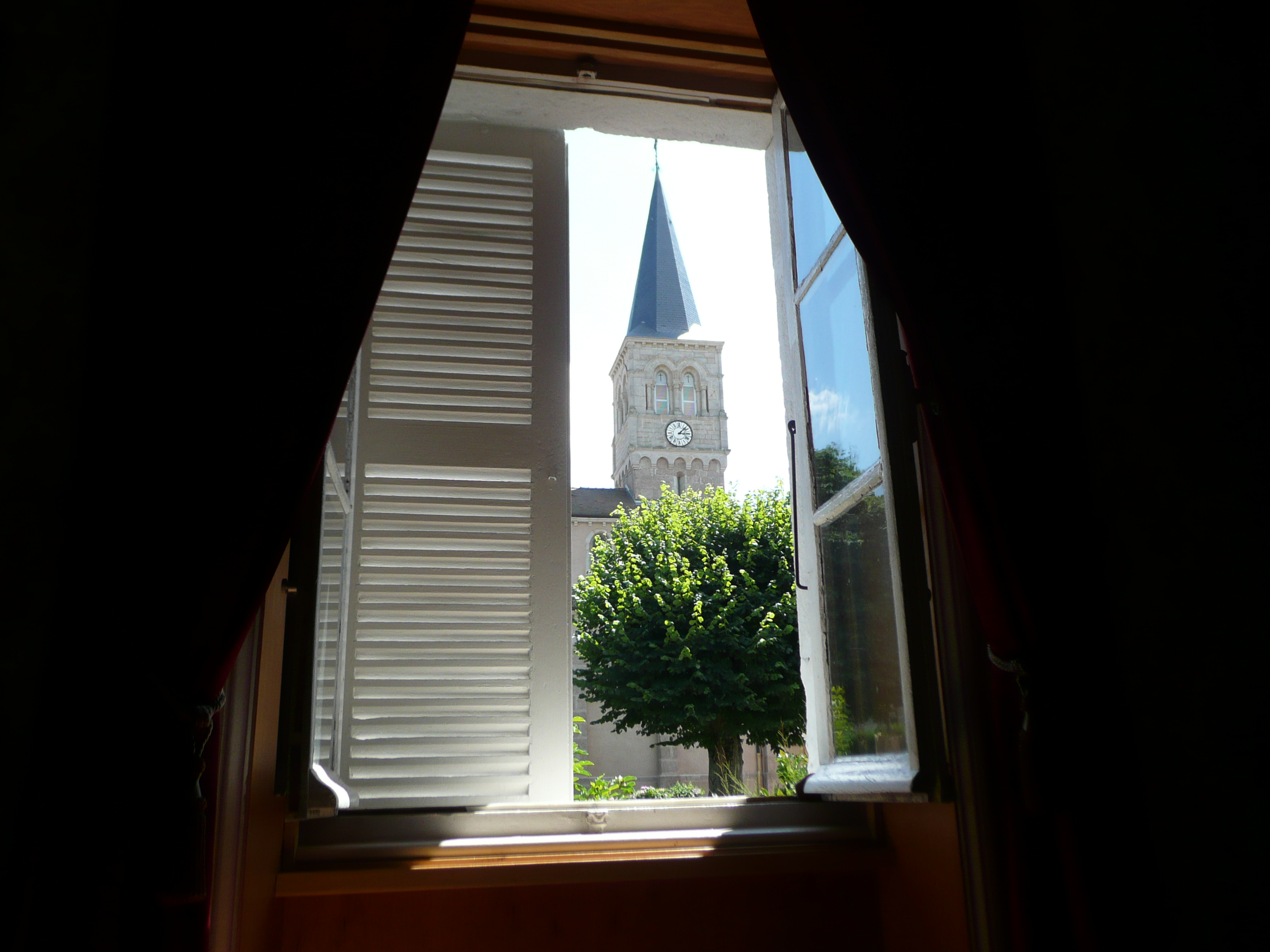
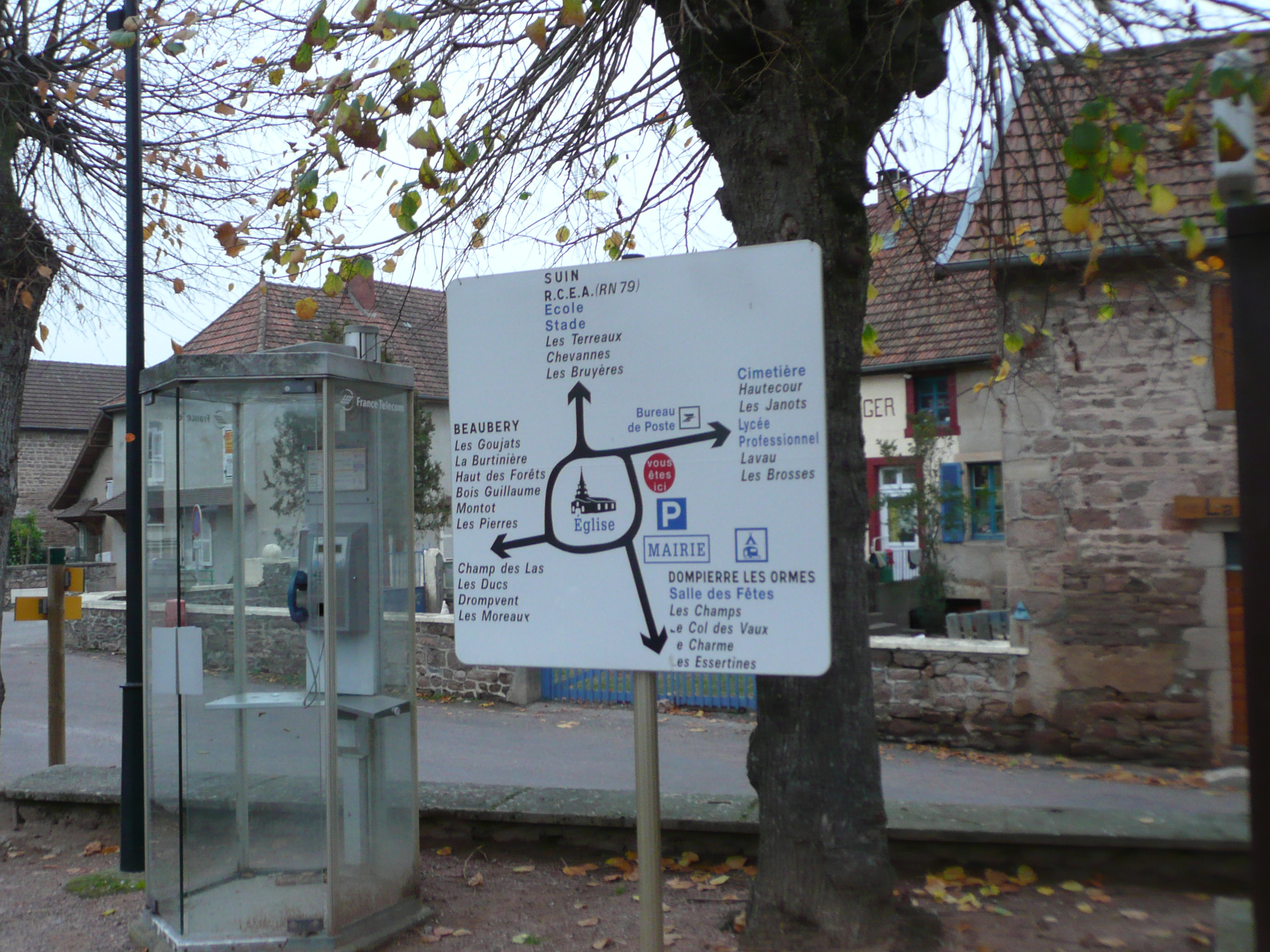
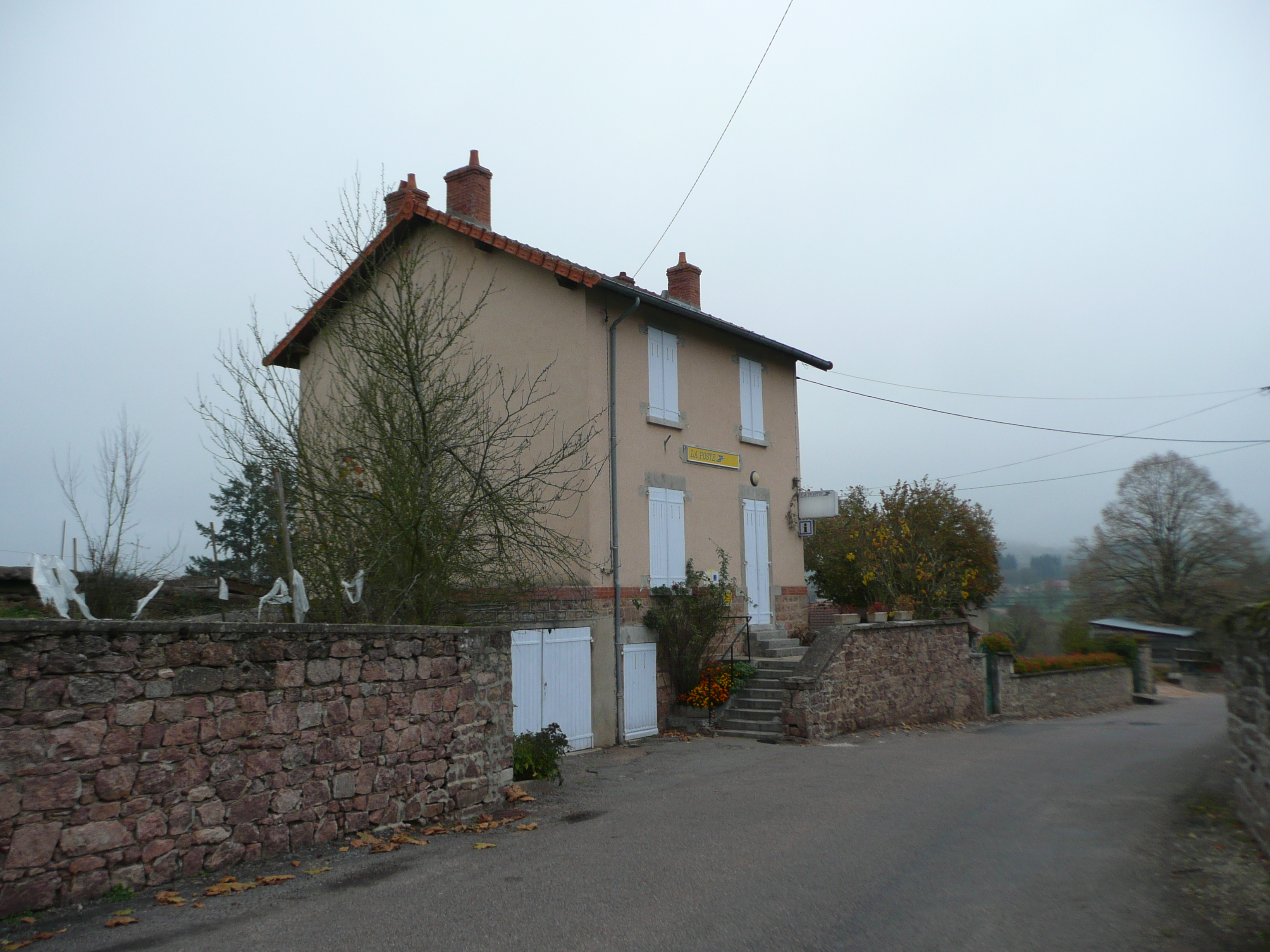
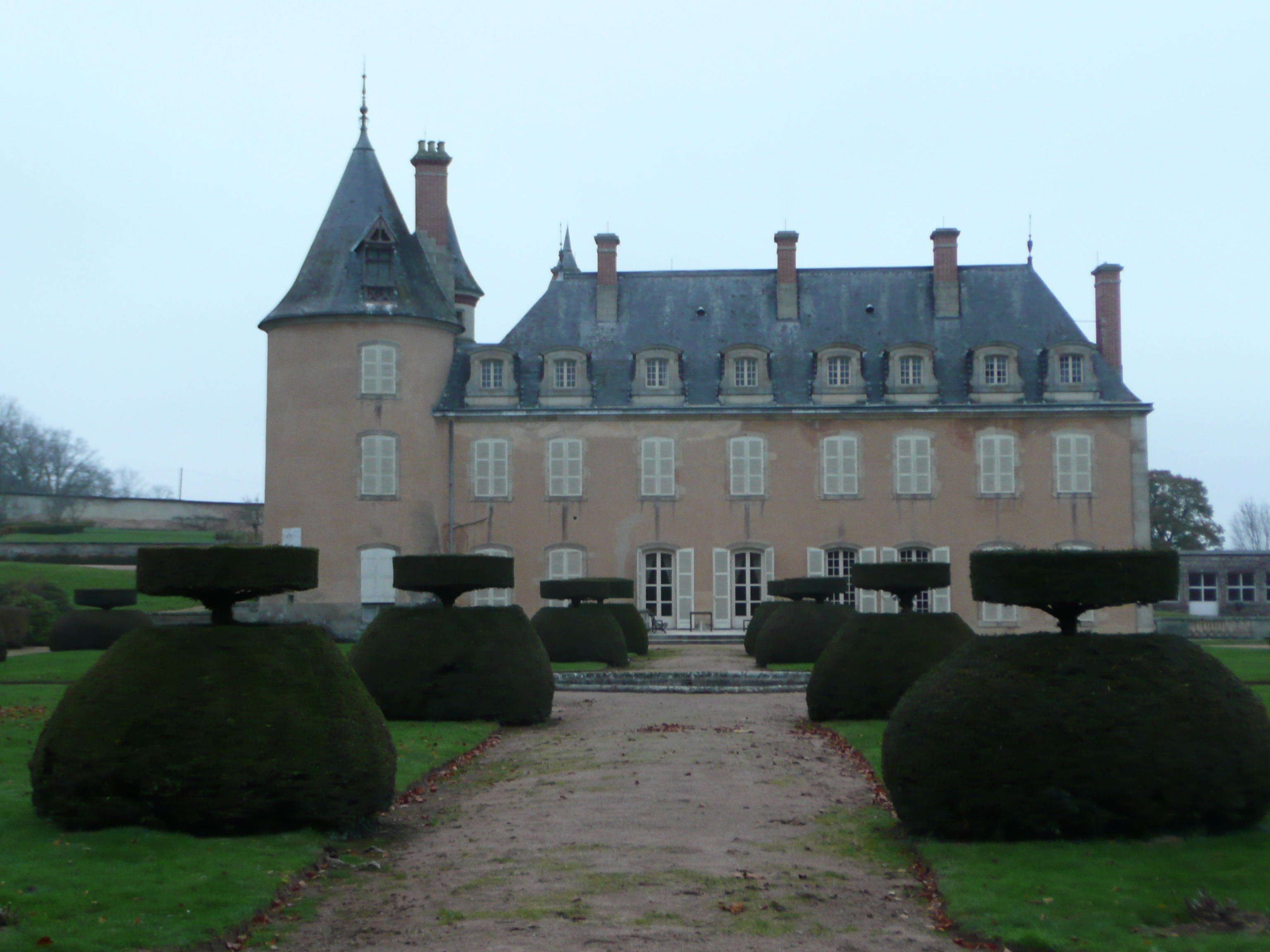

## Geboren in Verosvres
- Margaretha-Maria Alacoque